# مخططات بورتولان

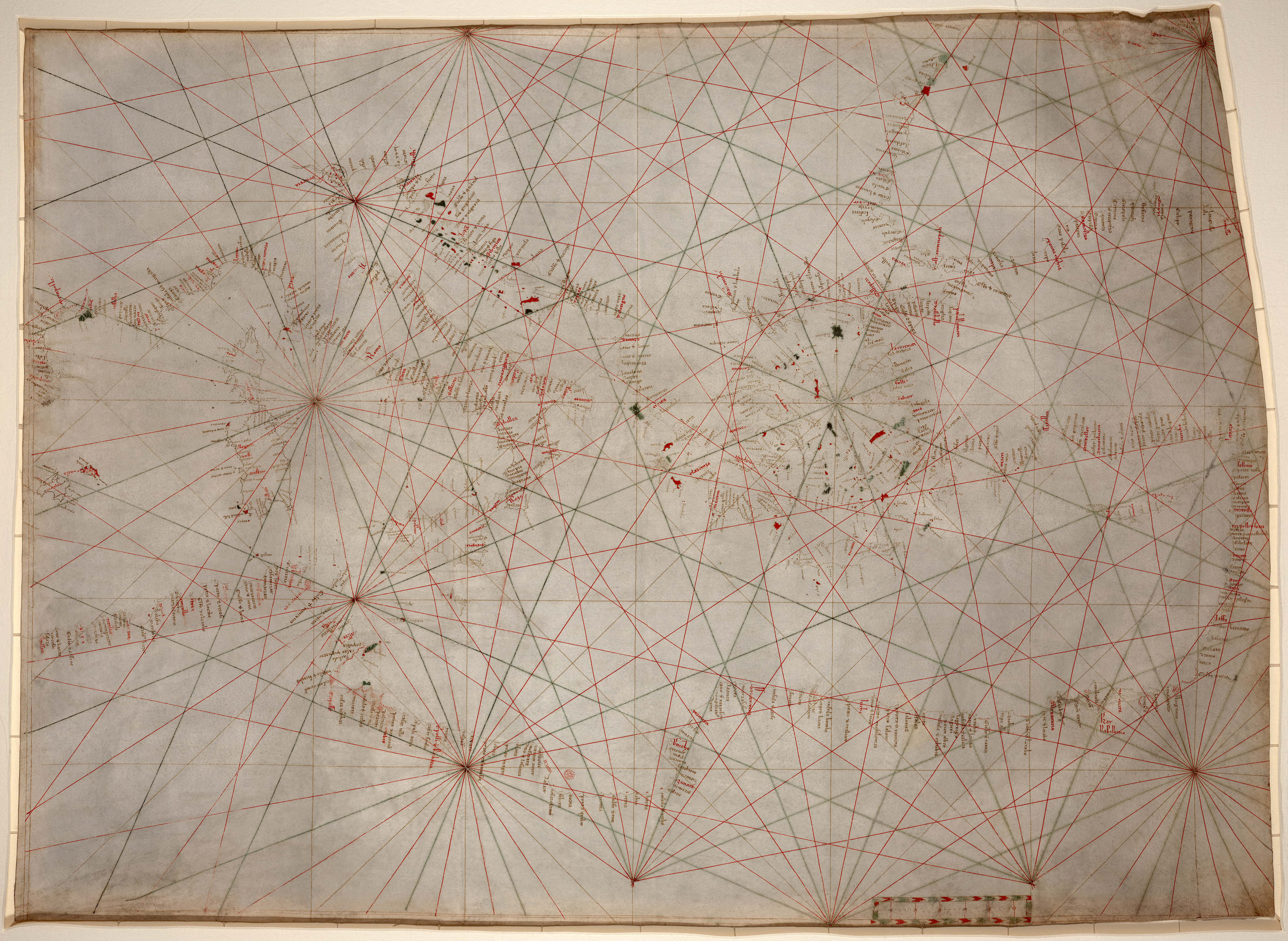
أقدم قطعة أثرية أصلية لرسم الخرائط في مكتبة الكونغرس : خريطة بورتولان البحرية في البحر الأبيض المتوسط. الربع الثاني من القرن الرابع عشر.

خرائط بورتولان ؛ مخططات بورتولان هي خرائط بحرية، رُسِمت لحوض البحر الأبيض المتوسط لأول مرة في القرن الثالث عشر وتم توسيعها لاحقًا لتشمل مناطق أخرى، ولوحظ في دقتها العالية في رسم الخرائط. تأتي كلمة بورتولان من الكلمة الإيطالية portulano ، والتي تعني «المتعلقة بالموانئ أو الموانئ»، والتي تحدد على الأقل «مجموعة من اتجاهات الإبحار» منذ القرن السابع عشر.

## التعريف
تمت صياغة مصطلح «خريطة بورتولان» في تسعينيات القرن التاسع عشر لأنه كان يُفترض في ذلك الوقت أن هذه الخرائط مرتبطة بكتب بورتولاني؛ وهي كتب حديثة لاتجاهات الإبحار. الأسماء الأخرى التي تم اقتراحها تشمل المخططات الخطية لاتجاه واحد أو مخططات أحد إتجاهات البوصلة بينما يفضل العلماء الفرنسيون الحديثون تسميتها خرائط بحرية لتجنب أي علاقة مع بورتولاني.
تتعايش عدة تعريفات لمخطط بورتولان في الأدب. يتضمن التعريف الضيق لخرائط العصور الوسطى أو، على الأقل، الخرائط البحرية الحديثة المبكرة (أي الخرائط التي تغطي بشكل أساسي المناطق البحرية بدلاً من المناطق الداخلية) التي تتضمن شبكة من خطوط الاتجاه ولا تُظهر أي إشارة إلى استخدام خطوط العرض أو إحداثيات خط الطول. يقتصر النطاق الجغرافي لهذه المخططات البورتولانية التي تعود للقرون الوسطى في الغالب على البحر الأبيض المتوسط والبحر الأسود مع امتدادات محتملة لسواحل أوروبا الغربية حتى سواحل الدول الاسكندنافية وغرب إفريقيا وصولاً إلى غينيا. يقيد بعض المؤلفين مصطلح مخطط بورتولان على الخرائط أحادية الورقة المرسومة على الرق، في حين أن الكتب التي تحتوي على العديد من الخرائط البحرية تسمى الأطالس البحرية.
يقبل تعريف أوسع لمخطط بورتولان أي مخطط بحري أو أطلس يلبي السلسلة التالية من المتطلبات الأسلوبية: مرسوم يدويًا، مع شبكة من خطوط الاتجاه التي تنبثق من مركز الدوائر المخفية، وتركز على السواحل والجزر، مع أسماء الأماكن مكتوبة بشكل عمودي على الساحل وعلى جانب الأرض ومع معلومات متفرقة عن المناطق الداخلية من اليابسة. يشمل هذا التعريف الأوسع مخططات لأي بحر محتمل وحتى خرائط للعالم بأسره، والتي تسمى أحيانًا الطائرات البحرية، بشرط أن تستوفي المعايير المذكورة أعلاه. ويتضمن أيضًا المخططات البحرية التي تصور مقاييس خطوط العرض وقد أطلق عليها مؤلفون آخرون «مخططات خطوط العرض» لتمييزها عن مخططات بورتولان المناسبة، والتي يُعتقد أنها قد تم إنشاؤها على أساس معلومات تقدير الموضع.

## نظريات المنشأ
أصول مخططات بورتولان غامضة، وليس لها أسلاف معروفة. خلصت إحدى الدراسات إلى أن البورتولانات نشأت من المخططات السابقة المرسومة على ما يسمى الآن بإسقاط مركاتور، تنص على أن البورتولان عبارة عن فسيفساء من مخططات أصغر، ولكل منها نطاقها واتجاهها الخاص، وتشير إلى أن قدرات رسم الخرائط لأي حضارة أنتجت مخططات سابقة كانت أكثر تقدمًا مما هو معترف به حاليًا. تم رفض هذه الأفكار من قبل الباحثين المعروفين في هذا المجال، الذين وجدوا أدلة وافرة على أصول العصور الوسطى وطرق البناء.
تم اقتراح أن خرائط البورتولان تطورت من الخرائط الذهنية التي استخدمها طيارو البحر الأبيض المتوسط منذ العصور القديمة، والتي تم نقلها شفهياً عبر الأجيال.

## المحتويات
تتميز مخططات بورتولان بشبكات لخطوط إتجاهات البوصلة الخاصة بها، والتي تنبثق من وردة البوصلة الموجودة في نقاط مختلفة من الخريطة. يتم إنشاء الخطوط في هذه الشبكات من خلال ملاحظات البوصلة لإظهار خطوط تحمل ثابتة. على الرغم من تسميتها غالبًا بـ «خط أحد إتجاهات البوصلة» (rhumbs)، فمن الأفضل تسميتها «خطوط زهرة الرياح أو وردة الرياح (windrose)»: كما يقول مؤرخ رسم الخرائط ليو باغرو، «… يتم تطبيق كلمة [لوكسودروميك أو مخطط إتجاهات البوصلة] بشكل خاطئ على المخططات البحرية لهذه الفترة، نظرًا لأن لوكسودروميك يعطي مسارًا دقيقًا فقط عندما يتم رسم المخطط على إسقاط مناسب. أظهر التحقيق الخرائطي أنه لم يتم استخدام أي إسقاط في الرسوم البيانية المبكرة».
تمثل الخطوط المستقيمة الموضحة لمخططات بورتولان (المتقاطعة) ستة عشر اتجاهًا (أو عناوين) لبوصلة البحارة من نقطة معينة، والتي أصبحت اثنين وثلاثين اتجاهًا منذ حوالي عام 1450. الخطوط الرئيسية موجهة إلى القطب الشمالي المغناطيسي. وهكذا اختلفت خطوط الشبكة قليلاً بالنسبة للرسوم البيانية التي تم إنتاجها في عصور مختلفة، بسبب التغيرات الطبيعية في الانحراف المغناطيسي للأرض. تشبه هذه الخطوط وردة البوصلة المعروضة في الخرائط والرسوم البيانية اللاحقة. «تحتوي جميع مخططات بورتولان على ورود الرياح، وإن لم تكن بالضرورة كاملة مع اثنين وثلاثين نقطة كاملة؛ ووردة البوصلة... يبدو كان ذلك ابتكارًا كاتالونيًا.»

## الاستخدام
يجمع مخطط بورتولان بين الرموز الدقيقة لنص دليل الرحماني أو الكتاب التجريبي مع الرسوم التوضيحية الزخرفية لخريطة T و O من العصور الوسطى. بالإضافة إلى ذلك، قُدمت الرسوم البيانية صورًا واقعية للشواطئ. كانت مُخصصة للاستخدام العملي من قبل البحارة في تلك الفترة. فشلت بورتولان في مراعاة انحناء الأرض؛ نتيجة لذلك، لم تكن مفيدة كأدوات ملاحية لعبور المحيط المفتوح، حيث تم استبدالها بمخططات إسقاط مركاتور لاحقًا. كانت بورتولان مفيدة للغاية في تحديد المعالم عن قرب. كانت بورتولان مفيدة أيضًا للملاحة في المسطحات المائية الأصغر، مثل البحر الأبيض المتوسط أو البحر الأسود أو البحر الأحمر.

## الإنتاج
تم رسم معظم مخططات البورتولان الموجودة قبل 1500 على الرق، وهو نوع عالي الجودة من المخطوطات المصنوعة من جلد العجل. كانت المخططات الفردية تُلف عادةً في حين أن تلك التي تشكل جزءًا من الأطالس كانت تُلصق على دعائم خشبية أو من الورق المقوى.
تعود أقدم التفسيرات الباقية لكيفية رسم مخطط بورتولان إلى القرن السادس عشر،  لذا لا يمكن استنتاج التقنيات التي استخدمها صانعو الخرائط في العصور الوسطى.إلا يُعتقد أن الأدوات المتوفرة في العصور الوسطى كانت عبارة عن مسطرة وزوج من المقسمات وقلم وأحبار بألوان مختلفة. من المحتمل أن يكون الرسم قد بدأ بخطوط الريح ثم قام صانع الخرائط بنسخ المخططات الساحلية من رسم بياني سابق. تم إضافة أسماء الأماكن والتفاصيل الجغرافية والزخرفة في النهاية.

### مراكز الإنتاج

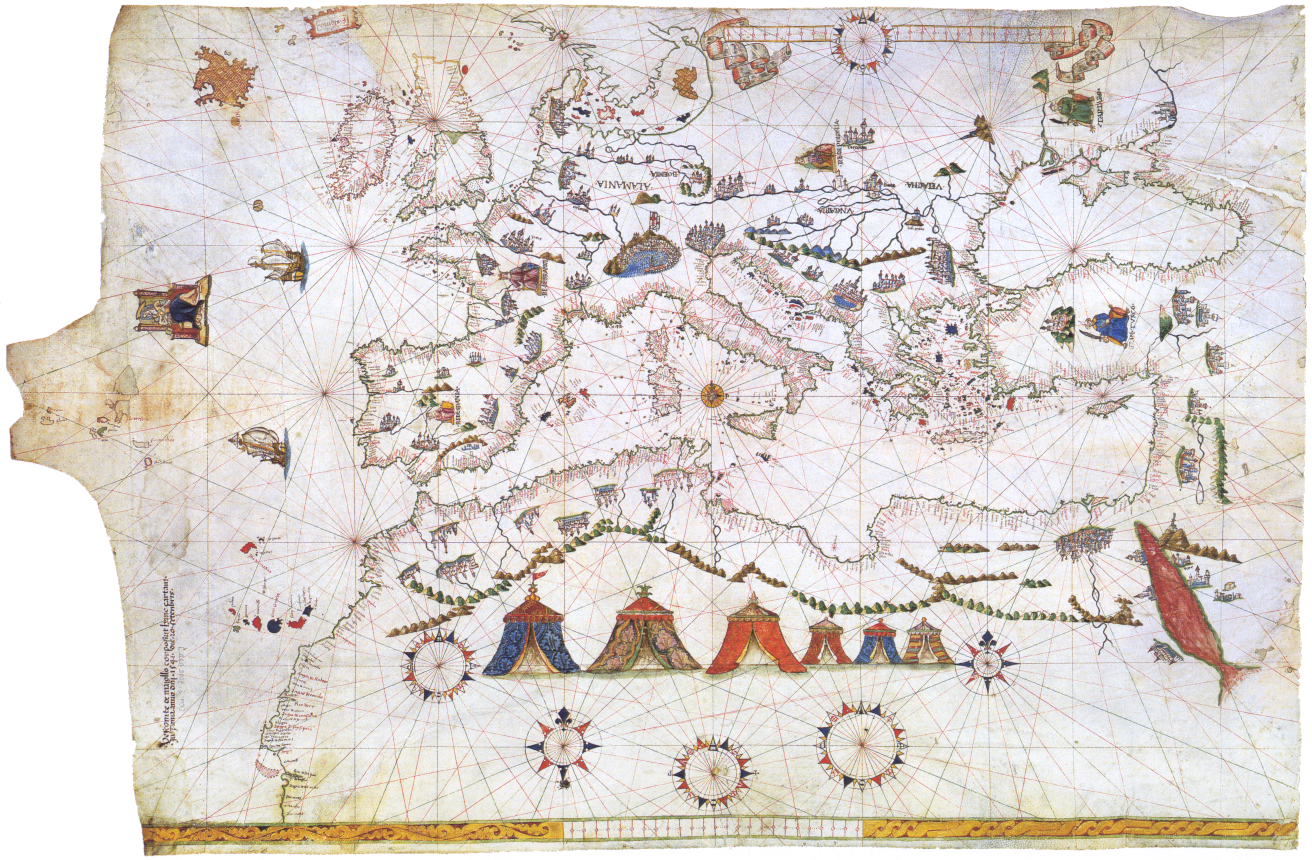
مخطط بورتولان لعام 1541

تم تمييز عائلتين رئيسيتين من الرسوم البيانية البورتولانية حسب الأصل، وفقًا لمؤرخي القرن التاسع عشر: الإيطالية، التي تم تطويرها بشكل أساسي في جنوة والبندقية وروما. والإسبانية، مع بالما دي مايوركا كمركز رئيسي للإنتاج. يعتقد أن الخرائط البرتغالية مشتقة من الإسبانية. لم يتم التعرف على خرائط الموانئ العربية حتى النصف الثاني من القرن العشرين.

#### العربية
تم الاحتفاظ بثلاث خرائط بورتولان من العصور الوسطى مكتوبة باللغة العربية:
- خريطة أحمد بن سليمان الطنجي من 1413 إلى 1414.[24]
- خريطة إبراهيم الطبيب المرسي من عام 1461
- خريطة أوروبا الغربية، مجهولة المصدر وغير مؤرخة، محفوظة في مكتبة الأمبروزيانا، ويرجع تاريخها إلى القرنين الرابع عشر[25] أو الخامس عشر.

بالإضافة إلى وصف مُفصل للخريطة العربية البحرية للبحر الأبيض المتوسط في موسوعة المصري ابن فضل الله العُمري، المكتوبة بين 1330 و 1348. هناك أيضًا أوصاف مُقتصرة على مناطق جغرافية أصغر، في عمل ابن سعيد المَغربي (القرن الثالث عشر) وحتى في عمل الإدريسي (القرن الثاني عشر).

#### الإيطالية
بدأ العدد الغزير من مخططات البورتولان الإيطالية في منتصف القرن الثالث عشر، مع أقدمها تسمى كارتا بيسانا، وهي محفوظة في المكتبة الوطنية في باريس. تنتمي إلى القرن التالي خريطة كارنيانو، التي اختفت من الأرشيف الوطني لفلورنسا حيث تم حفظها لفترة طويلة؛ وهناك أعمال رسم الخرائط لبييترو فيسكونتي من جنوة، رسام أعمال مارينو سانودو؛ ومخطط فرانسيسكو بيزيجانو (1373)، بتأثير أسلوبي من مايوركا؛ وهناك أبناء بيكاريو وكانيبا والإخوة بنينكاسا، من سكان أنكونا الأصليين.أُقيم أطلس لوكسورو من القرن الخامس عشر، في مكتبة سيفيكا بيريو في جنوة، والذي يضل مؤلفه مجهولاً.

#### البرتغالية

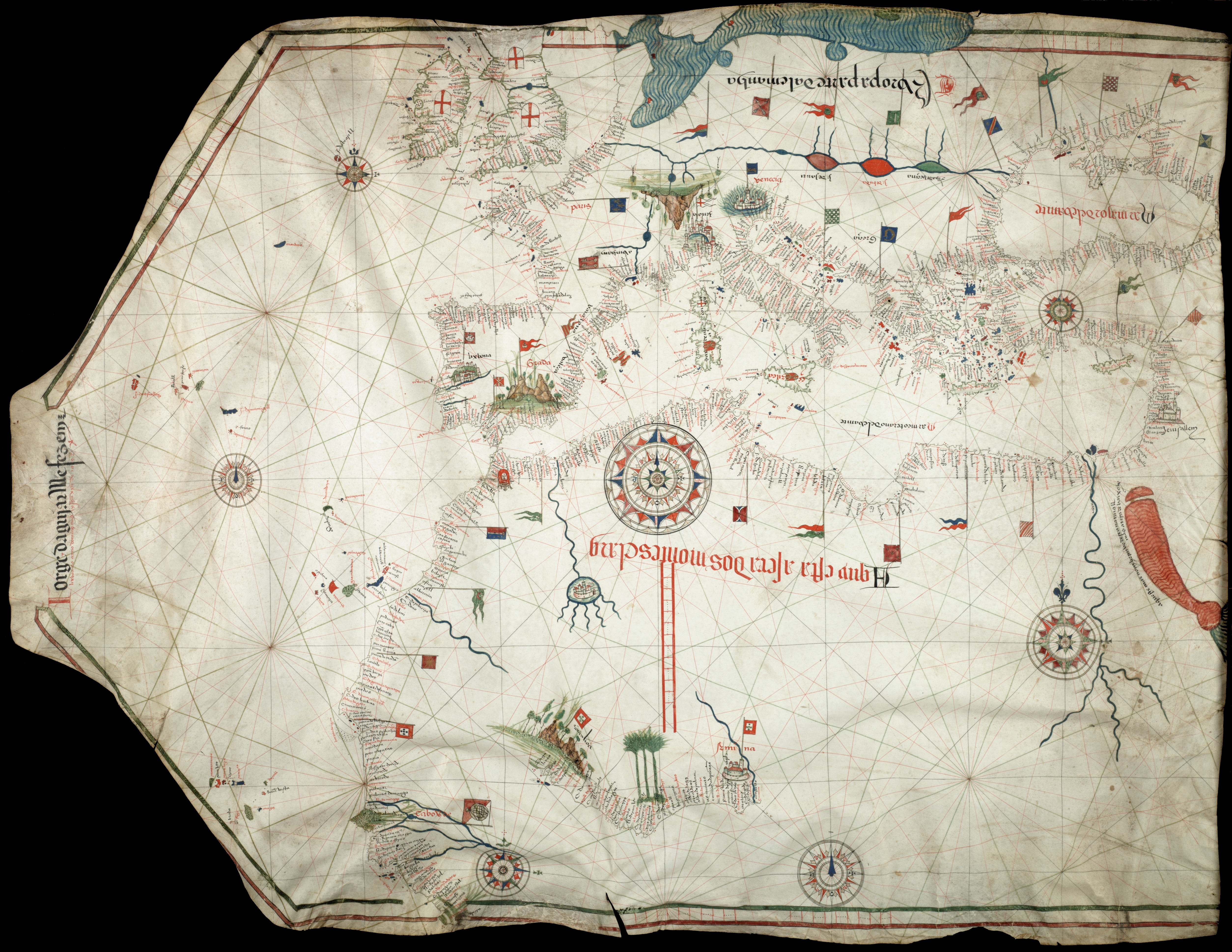
مخطط بورتولان بواسطة خورخي دي أغيار (1492) ، وهو أقدم مخطط معروف مؤرخ وموقع من أصل برتغالي (جامعة ييل، الولايات المتحدة الأمريكية)

تأتي خرائط البورتولان البرتغالية من تقليد مايوركا، وبما أن المخططات البورتولانية التقليدية لم تفي بالمتطلبات التي يتطلبها توسع الآفاق الجغرافية التي حققها البرتغاليون والإسبان، فقد قامت بوضع الخطوط الفلكية لخط الاستواء والمناطق الاستوائية فوق خط الرياح الشبكة، واستمر تطويرها على مدار القرنين السادس عشر والسابع عشر.

## التطور
ركزت الخرائط البورتولانية المبكرة على سواحل البحر الأبيض المتوسط والبحر الأسود، مع تصوير جزئي وأحيانًا سطحي لسواحل المحيط الأطلسي حتى الدول الاسكندنافية. في القرنين الخامس عشر والسادس عشر، مع بداية عصر الاكتشاف، توسع نطاق خرائط البورتولان جنوبًا وصولًا إلى خليج غينيا. بدأ رسامو الخرائط البرتغاليون والإسبان أيضًا في رسم الرسوم البيانية للبحار المستكشفة حديثًا في إفريقيا وأمريكا وجنوب آسيا والمحيط الهادئ.

## روابط خارجية
- إعادة فحص نقدي لمخططات بورتولان، مع إعادة تقييم لتكرارها ووظيفة الساحل ، وجمع مستمر من المقالات والبيانات المجدولة من قبل توني كامبل، والتي تضم حوالي 30 منشورًا منفصلاً على شبكة الإنترنت، وأكثر من 120 جدولًا ورسومًا بيانية، وتعدادًا للرسوم البيانية الباقية مسبقًا 1500 وببليوغرافيا شاملة.
- J. Rey Pastor و E. Garcia Camarero La cartografía mallorquina باللغة الإسبانية
- صور مخططات بورتولان:
  - موقع مصغر لمخططات بورتولان ، جامعة مينيسوتا
  - مخططات بورتولان ، عينات من جامعة ييل